# Ghiacciaio Lennon
Il ghiacciaio Lennon è un ghiacciaio situato sulla costa nord-occidentale dell'isola Alessandro I, al largo della costa della Terra di Palmer, in Antartide. Il ghiacciaio, il cui punto più alto si trova a oltre 760 m s.l.m., fluisce verso sud-ovest a partire dal versante sud-occidentale della cresta Boyn, scorrendo fino a entrare nell'estremità nord-orientale della baia di Lazarev, a sud del picco Saint George.

## Storia
Il ghiacciaio Lennon è stato oggetto di una ricognizione aerea effettuata nel 1975-76 dal  British Antarctic Survey (BAS) ed è stato così battezzato nel 1980 dal Comitato britannico per i toponimi antartici in onore del glaciologo Peter Wilfred Lennon, che lavorò in una stazione di ricerca sull'isola Alessandro I nel periodo 1974-76.